# 人物日本の女性史
『人物日本の女性史』（じんぶつにほんのじょせいし）は、1977年から1978年にかけて、集英社から出版された「日本の女性史」についての叢書（そうしょ：本のシリーズ）全12巻。
なお、類似企画の出版として『図説 人物日本の女性史（全12巻）』（井上靖・児玉幸多監修：小学館/1979-80年）や『ロマンコミックス 人物日本の女性史（全30巻）』（世界文化社/1986年）がある。

## 概要
各巻ごとにテーマを定めて巻のタイトルとし、そのテーマに沿って歴史上に名を遺した女性7名程度を選び、その女性にふさわしい研究者や作家などが著述している。 
監修：円地文子
編集委員：清水好子・杉本苑子・竹西寛子・田中澄江・田辺聖子・外村久江・永井路子

## 各巻の内容
- 第1巻『華麗なる宮廷才女』
  - 内容細目：額田王（青木生子著）・大伴坂上郎女（生方たつゑ著）・斎宮の系譜（清水好子著）・小野小町（円地文子著）・和泉式部（竹西寛子著）・清少納言（田中澄江著）・紫式部（杉本苑子著）

- 第2巻『栄光の女帝と后』
  - 内容細目：卑弥呼（田辺聖子著）・推古女帝（永井路子著）・皇極女帝（阿蘇瑞枝著）・持統女帝（田中澄江著）・光明皇后（阿部光子著）・称徳女帝（山本藤枝著）・藤原安子（赤木志津子著）

- 第3巻『源平争乱期の女性』
  - 内容細目：祇園女御（安西篤子著）・建礼門院徳子（山本藤枝著）・平家物語の女性（渥美かをる著）・巴御前（馬場あき子著）・北条政子（外村久江著）・静御前（田中阿里子著）・説話文学の中の女性（杉本苑子著）

- 第4巻『戦国乱世に生きる』
  - 内容細目：お市の方（永井路子著）・北政所（岸宏子著）・淀殿（来水明子著）・ガラシャ・細川玉子（三浦綾子著）・芳春院（水江漣子著）・山内一豊の妻（寿岳章子著）・おあんとおきく（田辺聖子著）・閑吟集の女性（竹西寛子著）

- 第5巻『政権を動かした女たち』
  - 内容細目：藤原薬子（杉本苑子著）・丹後局（西井芳子著）・卿局（外村久江著）・阿野廉子（脇田晴子著）・日野富子（阿部光子著）・春日局（田中澄江著）・大奥の女性（円地文子著）

- 第6巻『日記につづる哀歓』
  - 内容細目：藤原道綱の母（竹西寛子著）・菅原孝標の女（清水好子著）・讃岐典侍（赤木志津子著）・阿仏尼（生方たつゑ著）・後深草院二条（馬場あき子著）・川合小梅（山本藤枝著）・旅日記の女性（前田愛著）

- 第7巻『信仰と愛と死と』
  - 内容細目：恵信尼（円地文子著）・文智尼（安田富貴子著）・天秀尼（永井路子著）・慈音尼（柴桂子著）・中山みき（小栗純子著）・キリシタンの女性（阿部光子著）

- 第8巻『徳川家の夫人たち』
  - 内容細目：伝通院お大の方（杉本苑子著）・築山殿（西村圭子著）・英勝院（安西篤子著）・千姫（新免安喜子著）・東福門院和子（水江漣子著）・天璋院（来水明子著）・和宮（田中澄江著）

- 第9巻『芸の道ひとすじに』
  - 内容細目：：出雲のおくに（小笠原恭子著）・井上伝（津村節子著）・松井須磨子（田中澄江著）・義太夫の女（安田富貴子著）・三浦環（大庭みな子著）・川上貞奴（生方たつゑ著）・上村松園（円地文子著）・女優の系譜（土岐遼子著）

- 第10巻『江戸期女性の生きかた』
  - 内容細目：滝沢みちと只野真葛（杉本苑子著）・上方女（田辺聖子著）・太田垣蓮月（生方たつゑ著）・松尾多勢子（岩橋邦枝著）・廓の女性（宮尾登美子著）・唐人お吉（安西篤子著）・江戸期の女性群像（林玲子著）

- 第11巻『自由と権利を求めて』
  - 内容細目：福田英子（小山いと子著）・平塚らいてう（竹西寛子著）・管野スガ（山本藤枝著）・伊藤野枝（近藤富枝著）・矢島楫子（吉見周子著）・からゆきさん（池田みち子著）・女工哀史（津村節子著）

- 第12巻『教育・文学への黎明』
  - 内容細目：津田梅子（角田房子著）・与謝野晶子（田辺聖子著）・樋口一葉（永井路子著）・下田歌子（小山いと子著）・岡本かの子（安西篤子著）・羽仁もと子（吉見周子著）・吉岡弥生（西川祐子著）